# Тојблиц
Тојблиц (њем. Teublitz) град је у њемачкој савезној држави Баварска. Једно је од 33 општинска средишта округа Швандорф. Према процјени из 2010. у граду је живјело 7.379 становника. Посједује регионалну шифру (AGS) 9376170.

## Географски и демографски подаци
Тојблиц се налази у савезној држави Баварска у округу Швандорф. Град се налази на надморској висини од 352 метра. Површина општине износи 38,2 km². У самом граду је, према процјени из 2010. године, живјело 7.379 становника. Просјечна густина становништва износи 193 становника/km².

## Међународна сарадња
| Мјесто | Држава | Врста сарадње | Од    |
| ------ | ------ | ------------- | ----- |
|        | Чешка  | партнерство   | 1993. |
| Извор  |        |               |       |